# Лановий Володимир Тимофійович
Володи́мир Тимофі́йович Ланови́й  (нар. 17 червня 1952, Київ) — український економіст, політик, колишній міністр економіки України, голова спостережної ради Української державної іноваційної компанії, президент Центру ринкових реформ.

## Життєпис

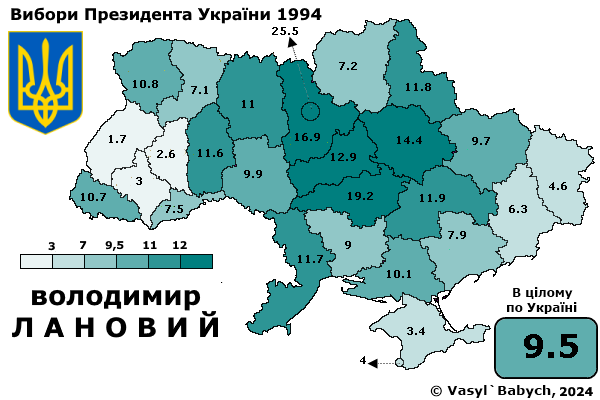
Результати голосування за Володимира Ланового за областями на виборах Президента України 1994

У 1973 році закінчив планово-економічний факультет Київського інституту народного господарства, економіст промисловості. Кандидатська дисертація «Стимулювання напруженості планів виробничих об'єднань» (1980); докторська дисертація «Ринок і відтворення» (Київський державний економічний університет, 1994). У юному віці грав за Динамо Київ (1965/68) разом з О.Блохіним, В.Зуєвим та ін.
- Серпень — листопад 1973 — інженер-економіст Інституту мікроприладів НВО «Кристал» імені Ленінського комсомолу.
- Травень 1974 — травень 1975 — служба в армії.
- Червень 1975 — серпень 1981 — старший інженер, серпень 1981 — квітень 1986 — начальник лабораторії НВО «Кристал» імені Ленінського комсомолу міста Києва.
- З квітня 1986 — старший науковий працівник, з 1990 — завідувач відділу форм і методів соціалістичного господарювання Інституту економіки АНУ; був безпосереднім розробником закону «Про економічну самостійність України».
- З 5 червня 1991 — державний міністр з питань власності і підприємництва УРСР.
- З 5 березня 1992 — міністр економіки України, 6 березня[1] — 11 липня 1992[2] — віце-прем'єр-міністр України — міністр економіки України.
- Серпень 1992 — липень 1994 — голова правління Центру соціалістичних реформ. У 1992—1994 роках разом з П. Яковенком заснував Клуб експертів Фонду Ф. Еберта (Німеччина), на засіданнях якого провідні політичні діячі України обговорювали актуальні питання.

- 1994 — кандидат в Президенти України. Володимир Лановий був незалежним кандидатом на  виборах президента України 1994 року. У першому турі він посів 4 місце у рейтингу з 7 претендентів, його підтримали 2 483 986 виборців (9,6%), серед яких були члени НРУ, які схвалили  підтримку В. Ланового лідером партії  В'ячеславом Чорноволом.
- Березень 1997 — березень 1998 — в.о. Голови Фонду державного майна України[3][4].
- Березень 2000 — травень 2002 — Постійний представник Президента України у Кабінеті Міністрів України[5][6].
- Березень — грудень 2005 — радник Президента України — представник Президента України в Кабінеті Міністрів України[7][8].
- Грудень 2005 — травень 2006 — Представник Президента України в Кабінеті Міністрів України[9][10].

Народний депутат України 2-го скликання з березня 1994 (1-й тур) до квітня 1998, Русанівський виборчій округ № 17, місто Київ. На час виборів: Центр ринкових реформ, президент. Член Комітету з питань бюджету. Член (уповноважений) групи «Реформи».
Народний депутат України 5-го скликання з квітня 2006 до червня 2007 від Блоку «Наша Україна», № 39 в списку. На час виборів: Постійний представник Президента України в Кабінеті Міністрів України, член НРУ. Голова підкомітету з питань економічного виміру інтеграції та співробітництва з СОТ Комітету з питань європейської інтеграції (з липня 2006), член фракції Блоку «Наша Україна» (з квітня 2006). Склав депутатські повноваження 8 червня 2007.
З травня 2008 — депутат Київської міської ради (депутатська фракція «Блок Миколи Катеринчука»), член комісії з питань промисловості, інноваційної та регуляторної політики.
Народний депутат України 6-го скликання з червня до грудня 2012 від Блоку «Наша Україна — Народна самооборона», № 84 в списку. На час виборів: президент Центру ринкових реформ, член НСНУ. Член фракції «Наша Україна — Народна самооборона» (з червня 2012).
Радник Президента України з питань економічної політики (травень 1996 — червень 1999); радник Президента України (поза штатом) (грудень 2005 — жовтень 2006); член Вищої економічної ради Президента України (липень 1997 — листопад 2001); голова спостережної ради Української державної інноваційної компанії (липень 2001 — травень 2002).
Член Комісії з питань аграрної та земельної реформи при Президентові України (листопад 1997 — лютий 1999).
Лютий — листопад 1995 — член Політради Ліберальної партії України.
Член Президії об'єднання «Нова Україна» (лютий 1992 — квітень 1993).
Був членом Народного руху України (з червня 1999); член Політради НРУ, голова Економічної ради НРУ.
Автор понад 200 наукових праць.
На позачергових виборах до Верховної Ради 2019 року, висувався у першій п'ятірці кандидатів у депутати від партії «Рух нових сил».
Захоплення: книги, спорт, подорожі.

## Публікації
- В.  Т.  Лановий,  П. Г. Яковенко (упорядники). Тіньова економіка, фінансова криза, державна політика. Міжнародний дискусійний клуб «Еко-Пол», Випуск 1.К.: Богдана, 1999.ISBN 966-7058-11-5

- "Бермудський" трикутник обкрадання [Архівовано 14 листопада 2015 у Wayback Machine.] // Володимир Лановий, для ЕП — Економічна правда, 13 листопада 2015, 16:00